# Zeche Johann Friederich
Die Zeche Johann Friederich ist ein ehemaliges Steinkohlenbergwerk im Bochumer Stadtteil Linden. Das Bergwerk war auch unter dem Namen Zeche Johann Friedrich bekannt. Die Zeche war über 100 Jahre in Betrieb.

## Geschichte

### Die Anfänge
Die drei Stollen des Bergwerks waren bereits um das Jahr 1750 bekannt. Im Jahr 1764 wurde eine Mutung auf bereits vor Zeiten abgebaute Flöze unter dem Namen Johann-Friedrich-Bänke eingelegt. Als Muter traten auf Jorgen Heinrich Hüser und der Gerichtsschreiber J. B. Cramer auf. Am 3. April desselben Jahres fand die Fundbesichtigung statt. Noch im Jahr 1764 wurde ein Versuchsschacht angelegt, dieser Schacht wurde jedoch von der Bergbehörde verboten. Es wurde in diesem Jahr ein Längenfeld verliehen. Die Verleihung wurde am 9. Juli durch ein landesherrliches Dekret genehmigt. Am 31. Januar des Jahres 1765 wurde ein Stollen angesetzt, das Stollenmundloch befand sich nahe dem Rauendahl. Dieser Stollen lag 26 Meter höher als der St. Mathias Erbstollen. Am 10. April des Jahres 1768 wurde die Abbaugenehmigung für den Stollen verliehen. Ab dem darauffolgenden Jahr war das Bergwerk im Bereich der Nachtigallstraße und der Straße Am Bliestollen in Betrieb. Im Jahr 1772 wurde begonnen, Kohlenlieferungen nach Kleve auf der Ruhr zu tätigen.

### Der weitere Betrieb
Ab dem Jahr 1775 war das Bergwerk regelmäßig in Betrieb. In diesem Jahr wurden die Stollen 1 bis 3 betrieben. In den Jahren 1780 bis 1782 war das Bergwerk weiterhin in Betrieb. Im Jahr 1783 wurden mehrere tonnlägige Schächte bis auf die bereits gebauten Flöze geteuft. In diesem Jahr waren die Flöze 1 bis 3 in Verhieb. Am 2. Juni des Jahres 1784 wurde das Bergwerk durch den Leiter des märkischen Bergreviers, den Freiherrn vom Stein, befahren. Die Zeche Anna Catharina war eines von 63 Bergwerken, welches vom Stein auf seiner achtzehntägigen Reise durch das märkische Bergrevier befuhr. Vom Stein vermerkte in seinem Protokoll, dass das Bergwerk qualitativ schlechte Kohle abbaue und diese Kohle auch nicht nach Cleve verkaufen konnte. Er bemängelte die Überproduktion des Bergwerks und gab dies als Grund für den derzeitigen hohen Lagerbestand an. Am 10. April des Jahres 1786 wurde ein Längenfeld verliehen. Im Jahr 1787 wurde ein Stollenschacht abgeteuft. Im selben Jahr kam es zur teilweisen Konsolidation mit dem St. Mathias Erbstollen. Grund für diese Maßnahme war der Abbau der gemeinsamen Flöze. Es wurde eine gemeinschaftliche Schienenbahn zur Ruhrniederlage an der Hattinger Brücke gebaut. Die Schienenbahn hatte eine Länge von 1,6 Kilometern und war die erste Schienenbahn in Deutschland. Im Jahr 1797 wurde der Schacht August bis ins Flöz Friedrich 1, auch als Flöz Luise bezeichnet, geteuft. Im Jahr 1789 wurden aufgrund eines Vertrages mit dem Kriegskommissar Halle Kohlen von der Zeche Johann Friederich in die Grafschaft Moers geliefert. Außerdem bestand zu dieser Zeit ein reger Handel mit Holland.

### Der Ausbau des Bergwerks
Im Jahr 1800 wurde der Abbau über der Stollensohle eingestellt, Grund hierfür war die Erschöpfung der Vorräte. Im selben Jahr war Schacht August in Förderung. Die Ausrichtung der Lagerstätte erfolgte nun von der St. Mathias Erbstollensohle in Richtung Osten. Der Erbstollen reichte jedoch noch nicht bis an die Stollen der Zeche Johann Friederich. Im Jahr 1803 erfolgte der Durchschlag mit dem St Mathias Erbstollen. Im darauffolgenden Jahr wurde mit dem Abbau von der St. Mathias Erbstollensohle begonnen. Im Jahr 1805 erfolgte der Abbau an den Schächten Rudolph und August. Noch im selben Jahr wurde der tonnlägige Schacht Caroline geteuft. Der Schacht hatte eine flache Teufe von 41 Lachtern und reichte bis ins Flöz Johann Friedrich. Als Antrieb wurde ein Pferdegöpel verwendet. Im Jahr 1810 ging Schacht Caroline in Förderung. Im darauffolgenden Jahr wurde der tonnlägige Schacht Fortuna bis ins Flöz Johann Friedrich 3, auch bekannt als Flöz Präsident, abgeteuft. Im Jahr 1815 waren die Schächte Fortuna und Caroline in Betrieb. Im Jahr 1811 wurde mit den Teufarbeiten für den tonnlägigen Schacht Fortuna begonnen. Im Jahr 1828 wurden die Kohlenniederlage der Zeche Johann Friederich und die Kohlenniederlage des St. Mathias Erbstollens zu einer gemeinsamen großen Kohlenniederlage umgebaut. Im Jahr 1836 war die Zeche Johann Friederich das siebtbeste Bergwerk aller 115 märkischen Bergwerke. Im Jahr 1842 wurden die westlich vom Mathias Erbstollen befindlichen Flöze ausgerichtet. Im Jahr 1851 waren die Kohlenvorräte über der St. Mathias Erbstollensohle erschöpft. In diesem Jahr wurden in der Nähe der Ruhrniederlage einige Bienenkorböfen errichtet. Diese Öfen dienten der Koksherstellung. Die Zeche Johann Friederich wurde zusammen mit der Zeche Papenbank und dem St. Mathias Erbstollen als Baaker Zechen bezeichnet.

### Die letzten Jahre bis zur Konsolidation
Im Jahr 1855 gehörte das Bergwerk zum Märkischen Bergamtsbezirk und dort zum Geschworenenrevier Dahlhausen. Auf dem Bergwerk waren vier Flöze mit unterschiedlichen Mächtigkeiten in Verhieb. Bei einem Flöz schwankte die Mächtigkeit zwischen 18 und 20 Zoll. Ein Flöz war 40 Zoll hoch, die beiden andere Flöze waren 46 bzw. 48 Zoll mächtig. Die abgebauten Kohlen wurden unter Tage über den  St. Mathias Erbstollen gefördert. Über Tage wurden die Kohlen über den Heintzmannschen Schienenweg mittels Pferden bis zur Kohlenniederlage an der Ruhr transportiert. Im selben Jahr wurde begonnen, am Nordrand von Rauendahl einen seigeren Schacht zu teufen. Der Schacht, der später Schacht Baaker Mulde genannt wurde, sollte den Übergang zum Tiefbau ermöglichen. Der Schacht hatte eine rechteckige Schachtscheibe mit den Abmessungen 8,53 mal 2,67 Meter. Er erreichte zum Jahresende eine Teufe von 21,7 Metern. Im darauffolgenden Jahr erreichte der Schacht bei einer Teufe von 30 Metern die St. Mathias Erbstollensohle. Im selben Jahr wurde ein Malakoffturm über dem Schacht errichtet. Im Jahr 1857 wurde ein Vertrag mit dem Wilhelm’s Erbstollen geschlossen. Der Vertrag beinhaltete den Abbau der Kohlenvorräte im Westfeld des Wilhelm’s Erbstollen. Die Teufarbeiten am Tiefbauschacht gingen in diesem Jahr zügig voran, der Schacht erreichte in diesem Jahr eine Teufe von 50 1/8 Lachter. Im darauffolgenden Jahr wurde der Schacht um 14 3/8 Lachter tiefer geteuft und erreichte bis zum Jahresende eine Teufe von 64 3/4 Lachter. Bei den Teufarbeiten kam es nur zu geringen Wasserzuflüssen. Im Jahr 1859 erreichte der Schacht eine Teufe von 131 Metern, bei einer Teufe von 129 Metern wurde die 2. Sohle angesetzt.
Im Jahr 1860 wurde mit der Förderung im Tiefbau begonnen. Im selben Jahr wurde der Abbau im Ostteil über St. Mathias Erbstollensohle eingestellt. Auch die Förderung im St. Mathias Erbstollen wurde eingestellt. Es wurde eine Schleppbahn vom Schacht bis zur Ruhr verlegt. Im Jahr 1861 wurde ein Vertrag zur Anlegung eines Hilfbaues im fremden Feld Freudenberg geschlossen. Im darauffolgenden Jahr wurde der Abbau über der Wilhelm’s Erbstollensohle eingestellt. Im Jahr 1863 erreichte auf der ersten Tiefbausohle das Sohlenort nach Osten eine Länge von 196 7/8 Lachter. Das Sohlenort wurde für die Ausrichtung des abgesenkten Flözteiles östlich der Hauptverwerfung benötigt. Bei der Auffahrung wurden die Flöze No. I und No. II durchfahren. Außerdem wurde in diesem Jahr im Flöz No. I wurde das westliche Wettersohlenort um 21 Lachter weiter aufgefahren. Auf der ersten Bausohle wurde im Flöz II wurde die westliche Sohlenstrecke um 23 Lachter weiter aufgefahren. Das Bergwerk gehörte zu dieser Zeit zum Bergrevier Dahlhausen. Im Jahr 1867 wurde im Schacht die Seilfahrt eingeführt. Im Jahr 1868 wurde eine Grubenanschlussbahn installiert. Die Bahn hatte einen 114 Lachter langen Tunnel und war für den Pferdebetrieb ausgelegt.  Da der Betrieb als Tiefbauschachtanlage sehr kostenintensiv war, waren die Gewerke gezwungen, an weiteres Kapital zu kommen. Deshalb wurde eine Vereinbarung mit den Nachbarbergwerken angestrebt, um alle Bergwerke in der Baaker Mulde unter einem Dach zu vereinen. Noch im selben Jahr wurde eine Vereinbarung zwischen den Zechen Dickebaeckerbank, Johann Friederich und dem St. Mathias Erbstollen getroffen, die Bergwerke zu konsolidieren. Bis zum Jahr 1869 wurde der Versand der geförderten Kohlen ausschließlich auf der Ruhr getätigt. Am 12. Dezember des Jahres 1870 konsolidierte die Zeche Johann Friederich mit den anderen Bergwerken zur Zeche Baaker Mulde. Vorläufiger geschäftsführender Vorstand wurde der Grubenvorstand der Zeche Johann Friederich. Noch am selben Tag bestätigte das Oberbergamt Dortmund diese Konsolidation.

## Förderung und Belegschaft
| Jahr | Belegschaft | Steinkohlen- Fördermenge [Tonnen] | Referenzen & Bemerkungen |
| ---- | ----------- | --------------------------------- | ------------------------ |
| 1768 |             |                                   | Betriebsbeginn           |
| 1825 |             | 04.559                            | [ 1 ]                    |
| 1830 |             | 09.300                            | [ 2 ]                    |
| 1836 |             | 12.529                            |                          |
| 1840 |             | 51.478 Preußische Tonnen          | [ 1 ]                    |
| 1845 |             | 10.686                            |                          |
| 1850 | 078         | 12.540                            |                          |
| 1856 | 049         | 07.731                            | [ 1 ]                    |
| 1860 | 065         | 14.000                            | [ 2 ]                    |
| 1865 | 133         | 27.266                            |                          |
| 1868 | 236         | 50.647                            |                          |
| 1870 | 263         | 84.909                            | , Betriebsende           |